# إد هيرمان (لاعب كرة قاعدة)
إد هيرمان (بالإنجليزية: Ed Herrmann)‏ هو لاعب كرة قاعدة أمريكي، ولد في 27 أغسطس 1946 في سان دييغو في الولايات المتحدة، وتوفي في 22 ديسمبر 2013 في باواي في الولايات المتحدة بسبب سرطان البروستاتا.

## وصلات خارجية
- إد هيرمان على موقع دوري كرة القاعدة الرئيسي (الإنجليزية)
- إد هيرمان على موقعبيزبول رفرنس.كوم (الدوري الرئيسي) (الإنجليزية)
- إد هيرمان على موقعبيزبول رفرنس.كوم (الدوري الثانوي) (الإنجليزية)